# Psicodrama
El psicodrama és una eina de desenvolupament personal que utilitza la teatralització dramàtica per mitjà de guions improvisats. Avui és utilitzat en teràpia de grup, en teràpia familiar o en teràpia individual. Permet l'escenificació de neurosis i altres processos psíquics.
Segons el Diccionari Internacional de la psicoanàlisi sota la direcció de Alain de Mijolla, Calmann-Lévy, 2002,
es tracta d'un «mètode d'investigació dels processos psíquics utilitzant la posada en marxa d'una dramatització per mitjà de guions improvisats posats en escena i representats per un grup de participants. »

## Origen i història
Inventat per Jacob Levy Moreno, psiquiatre i psicòleg americà d'origen romanès, en els anys 1930-1932.
El primer precursor del psicodrama és el "teatre espontani", que Moreno explora des de 1921. Es tracta de la forma més primitiva de teatre terapèutic. Segons Laurent Schachmann, un dels rars psicoterapeutes a utilitzar-lo al segle xxi, "el teatre espontani presenta l'avantatge de permetre un treball completament desconnectat del mental". Però insisteix en la importància del feedback que el terapeuta facilita, "sense el qual el teatre espontani no seria més que una amable diversió".
Moreno va viure molt de temps a Viena on va trobar Freud, però mai no es va adherir a les tesis psicoanalítiques. Sempre va retreure a Freud no efectués les seves anàlisis més que al seu despatx, contràriament al que Moreno va predicar tota la seva vida, en el medi ambient|entorn del pacient. La seva tècnica ha estat tanmateix represa pels psicoanalistes en el marc del que s'anomena «el psicodrama analític».
Aquest enfocament|proximitat pot ser utilitzat en diferents ocasions : teràpies de grup, teràpies familiars, però també teràpies individuals, el grup és llavors constituït pel pacient i per sanitaris.

## Diferents tipus de psicodrama
El terme de psicodrama recobra tècniques bastant diferents :
- El psicodrama de Moréno  (descrit més amunt)
- El psicodrama analític individual
- El psicodrama analític de grup